# 后
后，是中國商朝以前君王稱號。商朝以後，轉為東亞漢字文化圈內多國君王正配的稱號，即皇后。

## 字源
「后」是一個會意字，甲骨文的「后」字，左下方是一個“口”，右上方是一隻攏起的手；自金文以後，字型成鏡像翻轉，手移到了左上方並延續至今，意為將手圈在嘴上呼喊，讓聲音傳得更遠。《說文解字》：“后，繼體君也，像人之形，施令以告四方，發號者，君后也”。在上古氏族部落為母系社會，施令發號者一般是女性權威，所以后的意思為具有權威的女性長輩。在甲骨文的卜辭中，“后”經常用來指代氏族中的女性首領。由此引申出帝王正配等含義。但由於有施令發號等表示權威的意思，所以男性首領也用這個字。如大禹的兒子啓稱為“夏后氏”，此外還有傳說中射日的后羿。
“后”字和“司”字在解釋形義上是相輔相成的。“司”和“后”本為同一字，只不過甲骨文中的司字，手在左上方而已，從金文開始鏡像翻轉，移到了右上方。古文字的各部分構件位置是不定的，手在左方還是在右方對字義並沒有影響，商代的“后母戊鼎”常可以稱“司母戊鼎”，“司馬”也可以寫作“后馬”。到金文後期和小篆時代，兩個字的結構就逐漸定下來，“后”是手為右向，所以尊為王后的后，而司字因手為左向，地位相比就低一些。

## 用法演變
后在夏商兩朝是君王稱號，如后羿。周朝開始，后轉為君王正配的稱號，如周天子正配稱王后，而諸侯正配稱君后。秦朝秦始皇首創並使用皇帝君王稱號以後，皇帝正配從原本的王后改稱皇后。西漢諸侯王正配也稱王后。東漢以後，諸王正配稱王妃，但在部份情况下，特許諸侯王正配稱后，如東漢末年曹操為魏王時，其正配卞氏封為魏王后，但這是權臣擅權、逾矩使然。
后指君王正妻的用法也見於漢字文化圈其他國家，包括日本、朝鮮 (稱謂)、越南。